# Donnington (West Sussex)
Donnington – wieś w Anglii, w hrabstwie West Sussex, w dystrykcie Chichester. Leży 3 km na południe od miasta Chichester i 90 km na południowy zachód od Londynu. W 2001 miejscowość liczyła 1949 mieszkańców.